# Lago di Pradella
Il lago di Pradella, un tempo denominato "lago del majo", è uno piccolo specchio d'acqua situato nel comune di Conegliano.
Il lago, oggi riserva di pesca privata, è un invaso alimentato da alcune sorgenti; fu creato nell'Ottocento per azionare i magli ad acqua della sottostante officina fabbrile della famiglia Pradella. Le aree che lo circondano sono note per il loro valore naturalistico.